# Housing and Development Board
Das Housing & Development Board (Abkürzung: HDB; Malaiisch: Lembaga Pembangunan dan Perumahan; Chinesisch: 建屋发展局; Pinyin: Jiànwū Fāzhǎn Jú; Tamil: வீடமைப்பு வளர்ச்சிக் கழகம்) ist die Behörde, die für den öffentlichen Wohnungsbau in Singapur zuständig ist. Ihr wird im Allgemeinen zugeschrieben, dass sie besetzte Gebäude und Slums der 1960er Jahre geräumt und die Bewohner Singapurs in staatliche Wohnungen umgesiedelt hat. Heute leben 79 % der Singapurer im öffentlichen Wohnungsbau des HDB.

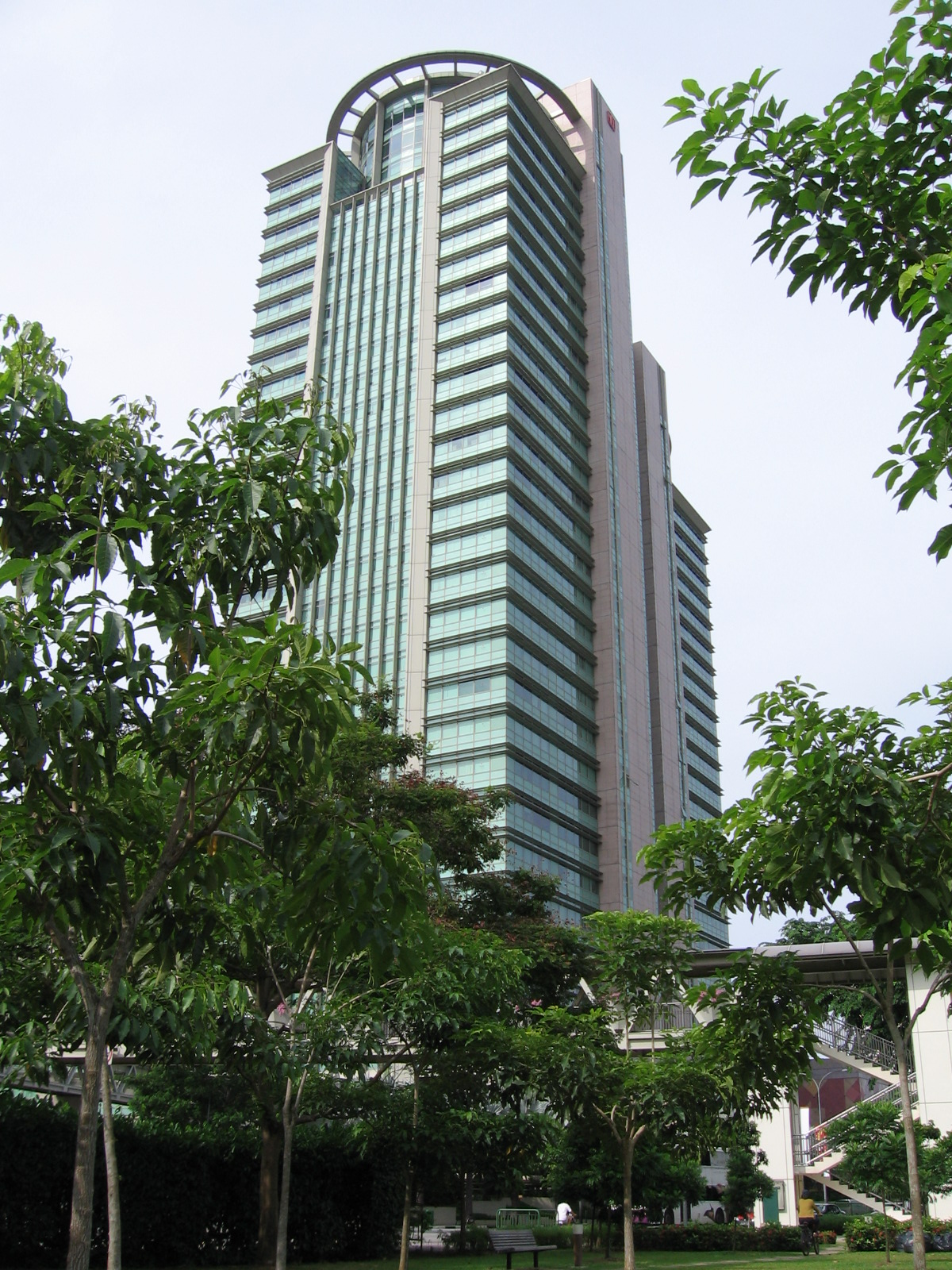
HDB-Gebäude in Singapur

## Geschichte

### Gründung
Kurz nach Erlangung der Selbstverwaltung im Jahr 1959 stand Singapur vor einer starken Wohnungsnot; niedrige Bauraten und massive Schäden aus dem Zweiten Weltkrieg verschärften die schon bestehende Wohnungsnot der Vorkriegszeit weiter. Im Jahr 1947 stellte ein British Housing Committee Report fest: Singapur hat „einen der schlimmsten Slums der Welt – eine Schande für eine zivilisierte Gemeinschaft“. Die durchschnittliche Bevölkerungsdichte lag 1947 bei 18,2 Bewohnern pro Gebäude, Hochhäuser waren selten. Ein HDB-Papier schätzte 1966, dass  300.000 Menschen in besetzten Gebäuden in den Vororten und 250.000 in unhygienischen Ladenlokalen in der Innenstadt lebten. Im Wahlkampf 1959 erkannte die People’s Action Party (PAP), dass der Wohnungsbau dringende Aufmerksamkeit erforderte, und versprach, den Armen im Falle ihrer Wahl preiswerte Wohnungen zur Verfügung zu stellen. Als die PAP die Wahlen gewann und die erste Regierung Singapurs bildete, ergriff sie dann auch Maßnahmen, um den Wohnungsmangel zu beheben. Die Regierung verabschiedete den Housing & Development Act von 1960, der den bestehenden Singapore Improvement Trust durch das Housing & Development Board ersetzte.
Unter der Leitung von Lim Kim San hat die HDB bei der Gründung den Bau möglichst vieler preiswerter Wohneinheiten zur Priorität erhoben. Die ursprünglich errichteten Wohnungen waren hauptsächlich für die Vermietung an die einkommensschwache Bevölkerung bestimmt. Das Home Ownership for the People Scheme wurde ebenfalls eingeführt, um dieser Gruppe von Menschen zu ermöglichen, ihre Wohnungen zu kaufen statt zu nur mieten. Die neue Regelung diente außerdem als Absicherung gegen die Inflation und den Hausbesitzern finanzielle Sicherheit. Später konnten die Singapurianer auch ihr Geld aus dem Central Provident Fund für Anzahlungen verwenden. Diese Bemühungen waren jedoch nicht erfolgreich genug, um die Bewohner der Hausbesetzersiedlungen davon zu überzeugen, in die HDB-Wohnungen einzuziehen. Erst später, nach dem Bukit Ho Swee Fire von 1961, überzeugte die Effizienz und Ernsthaftigkeit der Hilfe durch HDB die Menschen. Nach dem Feuer, bei dem etwa 16.000 Menschen obdachlos wurden, baute das HDB innerhalb von nur vier Jahren 8000 Wohnungen für die Opfer der bis heute größten Brandkatastrophe Singapurs.

### 1960er Jahre bis heute

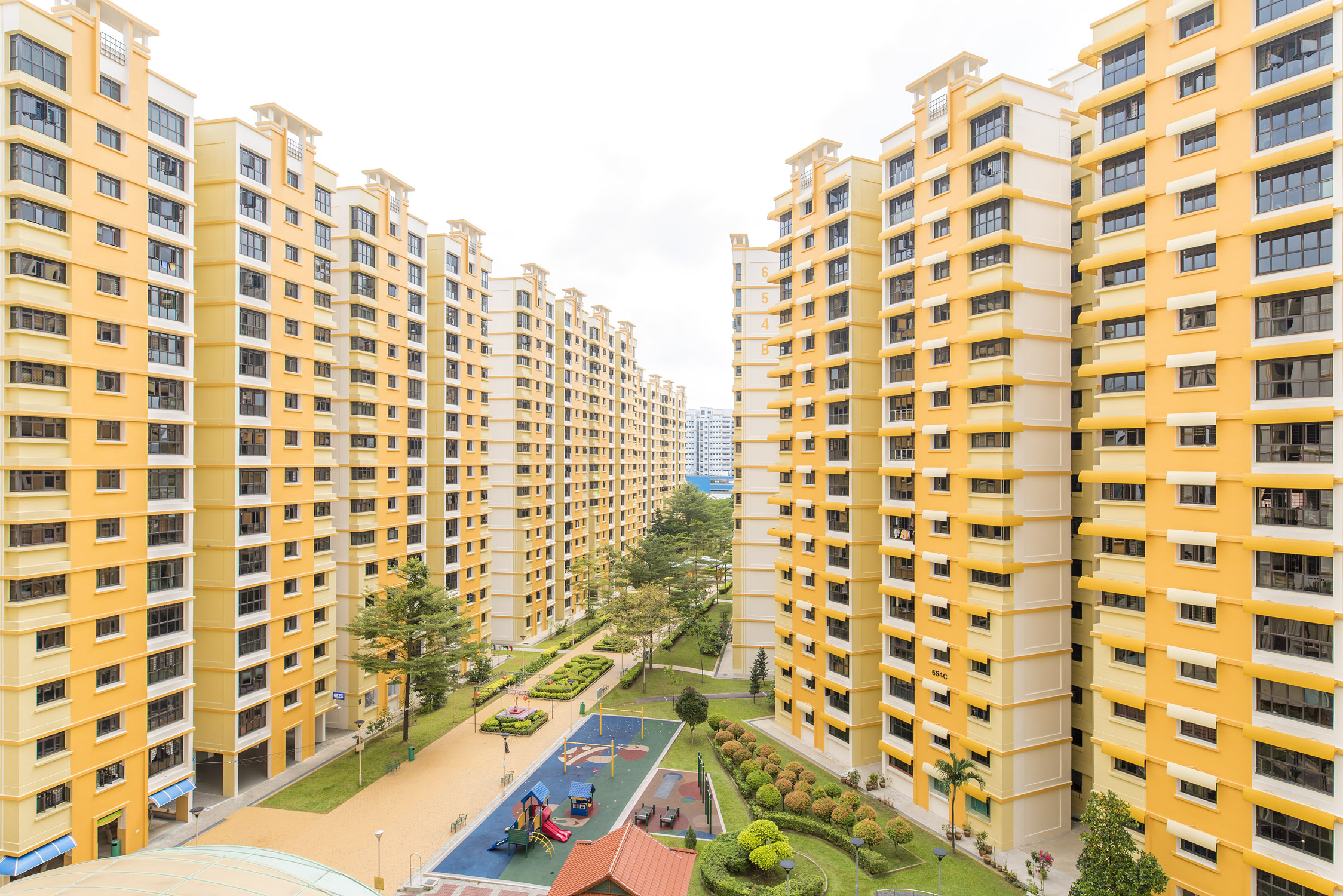
Jurong West Street 61

Das HDB schätzte, dass von 1960 bis 1969 durchschnittlich 147.000 Wohneinheiten gebaut werden müssten – 80.000 aus dem derzeitigen Mangel, 20.000 aufgrund der Sanierung der Innenstadt und 47.000 aufgrund des Bevölkerungswachstums. Das entspricht einem Durchschnitt von etwa 14.000 Wohnungen pro Jahr. Der Privatsektor war jedoch nur in der Lage, etwa 2.500 pro Jahr bereitzustellen. Und das zu Preisen, die außerhalb der Reichweite der einkommensschwachen Bevölkerung lagen. Bis zu 51.031 Wohneinheiten wurden zwischen 1960 und 1965 vom HDB gebaut. Aufgrund von Singapurs Landmangel wurden Hochhauswohnungen gewählt.
Die Politik der HDB entsprach weitgehend der Linie der singapurischen Regierung: Diese förderte den sozialen Zusammenhalt und Patriotismus innerhalb des Landes. Im Jahr 1968 durften die Bürger ihre Pensionskasse (Central Provident Fund) nutzen, um die von ihnen gemieteten Häuser zu kaufen und zu besitzen. Damit wurde ihnen ein Teil des Landes geben, was als Anreiz, hart zu arbeiten, gedacht war.
1989 wurde die Ethnische Integrationspolitik (EIP) zur Förderung der Integration eingeführt. Um soziale Schichtung und Gettos zu vermeiden, die zu sozialen Konflikten führen, werden die Wohnungen verschiedener enthnischer und Einkommensgruppen gemischt. Der Schlüssel zur Verteilung der Gruppen orientiert sich dabei am Anteil an der Gesamtbevölkerung Singapurs.
In den 1990er Jahren konzentrierte sich das HDB auf die Modernisierung bestehender Altbauwohnungen und die Installation neuer Einrichtungen wie Aufzüge, die auch auf jeder Etage anhalten. Speziell für die Bedürfnisse der Senioren in der alternden Gesellschaft Singapurs wurden „Studiowohnungen“ (Einzimmerwohnungen) gebaut.

## Privatisierung
Am 1. Juli 2003 wurde das Bauunternehmen des HDB zur HDB Corporation Pte. Ltd. (HDBCorp) privatisiert. Die HDBCorp heißt mittlerweile Surbana Jurong. Der Hauptsitz der HDB wurde am 10. Juni 2002 von Bukit Merah in die neuen Räumlichkeiten am HDB Hub in 480 Lorong 6 Toa Payoh verlegt. Das bestehende Bukit Merah-Gebäude, bekannt als Surbana One, wurde zum Hauptsitz von Surbana Jurong.